# On Parole
On Parole ist das erste von der britischen Heavy-Metal-Band Motörhead aufgenommene Album. Die Aufnahmen waren Ende 1975 abgeschlossen, allerdings veröffentlichte das Label United Artists Records On Parole erst 1979.

## Aufnahmen
Die Band stand Ende 1975 bei United Artists unter Vertrag. Nachdem sie vom Musikmagazin  Sounds zur „besten schlechten Band der Welt“ gewählt worden war, beschlossen die Musiker in der Besetzung Lemmy Kilmister (Gesang, Bass), Larry Wallis (Gitarre) und Lucas Fox (Schlagzeug) in den Rockfield Studios in Wales ihr Debütalbum aufzunehmen, produziert von Dave Edmunds. Nachdem in dieser Konstellation die Stücke Lost Johnny, Motörhead, Leaving Here und City Kids aufgenommen worden waren, wurde Edmunds von Swan Song Records abgeworben. Weiterhin verließ Schlagzeuger Lucas Fox die Band, für ihn kam Phil Taylor. Die von Fox eingespielten Schlagzeugspuren wurden bis auf Lost Johnny von Taylor overdubbt. Weiterhin beteiligte er sich am Songwriting der noch fehlenden Stücke. Produziert wurden die verbliebenen Aufnahmen von Fritz Fryer, ehemaliges Mitglied von The Four Pennies.
Die Titel Motörhead, The Watcher und Lost Johnny hatte Kilmister noch während seiner Zeit bei Hawkwind geschrieben. Leaving Here stammt von dem Songwriter-Trio Holland–Dozier–Holland, City Kids hatte Wallis während seiner Zeit bei den Pink Fairies komponiert. Während der Studioaufnahmen schrieb Wallis zudem die Titel On Parole, Fools und Vibrator (gemeinsam mit seinem Roadie Dez Brown), Taylor steuerte das Stück Iron Horse/Born to Lose bei, der Text hierzu stammte ebenfalls von Brown.

## Veröffentlichung und Erfolg
Mit dem Ergebnis war das Label unzufrieden und zugleich unsicher über dessen kommerzielles Potential. Nach monatelangem Hinhalten beschloss United Artists Ende 1976, das Album nicht zu veröffentlichen und die Band aus dem bestehenden Plattenvertrag zu entlassen. Erst 1979, als Motörhead zu einer der best verkaufenden Metal-Bands geworden war, erschien On Parole bei dem Label und erreichte im Dezember 1979 Platz 65 der britischen Albumcharts.

## Titelliste
1. Motörhead (Kilmister) – 2:57
2. On Parole (Wallis) – 5:38
3. Vibrator (Wallis, Brown) – 2:53
4. Iron Horse/Born to Lose (Brown, Lawrence, Taylor) – 5:17
5. City Kids (Sanderson, Wallis) – 3:43
6. Fools (Brown, Wallis) – 2:32
7. The Watcher (Kilmister) –	4:50
8. Leaving Here (Holland–Dozier–Holland) – 2:56
9. Lost Johnny (Farren, Kilmister) –	3:31

## Rezeption
Das Album erhielt im Nachhinein überwiegend schlechte Kritiken. Das Rock Hard nennt On Parole das „bis heute druckloseste und untypischste Motörhead-Werk“. Dave Thompson von Allmusic bezeichnet die Entscheidung, das Album nicht zu veröffentlichen, als logischen Schritt. Das Album sei ein Brei aus Riffs und Krach, die Arrangements seien schrecklich und von Blues und Schnaps durchdrungen und der hochprozentigste Pub-Rock aller Zeiten. Trotz der negativen Kritiken und des schlechten Sounds enthält das Album mit Motörhead und Iron Horse/Born to Lose zwei der absoluten Live-Standards der Band.